# Martin Paterson
Martin Andrew Paterson (Tunstall, 10 maggio 1987) è un allenatore di calcio ed ex calciatore nordirlandese, di ruolo attaccante.